# Strophidon tetraporus
Strophidon tetraporus — вид вугроподібних риб родини муренових (Muraenidae). Описаний у 2020 році.

## Поширення
Вид поширений на заході Тихого океану біля узбережжя Індонезії, Філіппін, Тайваню та В'єтнаму.